# Cashmere Technical
El Cashmere Technical es un club de fútbol que surgió en 2012 tras la fusión de Cashmere Wanderers con Woolston Technical. Juega en la Mainland Premier League, competición que ganó en 2013, 2014, 2015 y 2016. Ganó también la Copa Chatham en las ediciones de 2013 y 2014.

## Palmarés
- Copa Chatham (2): 2013 y 2014.
- Mainland Premier League (2): 2013, 2014, 2015 y 2016.